# Bingen (Waszyngton)
Bingen – miasto w Stanach Zjednoczonych, w stanie Waszyngton, w hrabstwie Klickitat.